# كارلوس تشيمومولي
كارلوس بيرناردو تشيمومولي (بالإنجليزية: Carlos Bernardo Chimomole )‏ (مواليد 4 أبريل 1984 في مابوتو) لاعب كرة قدم موزمبيقي دولي يجيد اللعب في خط الوسط . يلعب لصالح نادي ليغا موكولمانا مابوتو الموزمبيقي منذ 2008 .

## وصلات خارجية
- كارلوس تشيمومولي على موقع ناشيونال فوتبول تيمز (الإنجليزية)
- كارلوس تشيمومولي على موقع Soccerway.com (الإنجليزية)